# 朱松岭
朱松岭（1920年—2011年2月11日），男，河南永城人，中华人民共和国军事人物，曾任唐山市革命委员会主任，石家庄高级步兵学校、石家庄高级陆军学校副政治委员。